# Netzwerk Oberfläche NRW
Das in Nordrhein-Westfalen landesweit aufgestellte Netzwerk Oberfläche NRW  (Verband der chemischen Industrie e.V.- Landesverband Nordrhein-Westfalen) verbindet Unternehmen, Wirtschaftsförderungseinrichtungen und Hochschulen aus allen Ebenen der Wertschöpfungskette. Die Arbeit der Akteure im Verbund ist auf die Initiierung und Förderung von Innovationsprozessen in der Oberflächentechnologie ausgelegt.

## Geschichte
Das Netzwerk Oberfläche NRW startete im Herbst 2009 auf Initiative der regionalen Wirtschaftsförderungsgesellschaft WiN Emscher-Lippe GmbH unter dem Dach der ChemSite, der Deutschen Forschungsgesellschaft für Oberflächenbehandlung (DFO) und der Technologieförderung Münster GmbH (TFM). Grundlage bildete das am Standort NRW große Potenzial im Bereich der Oberflächentechnologie, die aufgrund der industriellen Historie im gesamten Landes, vor allem im Ruhrgebiet, stark vertreten ist.
In den ersten fünf Jahren wurde das Netzwerk überwiegend aus Mitteln des Landes Nordrhein-Westfalen und des Europäischen Fonds für regionale Entwicklung finanziert. Nach der ausgelaufenen Förderung haben es mehrere Partner im Oktober 2014 in Vereinsform auf neue Beine gestellt, damit die Arbeit über Mitgliedsbeiträge langfristig gesichert wird.

## Funktion
Die Idee des Netzwerks ist die Verknüpfung der an der gesamten Wertschöpfungskette der Oberflächentechnologie beteiligten Akteure: von den Rohstoffherstellern, Lack- und Klebstoffformulieren über das breite Feld der Anwenderbranchen bis hin zum Anlagenbau, den Dienstleistungsunternehmen sowie den Universitäten und wissenschaftlichen Instituten. Eine Zielsetzung des Netzwerks ist die Stärkung der Innovationsfähigkeit durch die Beschleunigung des Wissens- und Technologietransfers in den Markt sowie die Steigerung der öffentlichen Mittel für Projekte der Forschung und Entwicklung. Weiterer Gedanke ist die Förderung der internationalen Wettbewerbsfähigkeit: zum Beispiel durch Informationsveranstaltungen, neue Geschäftskontakte und Kooperationen und den Aufbau nachhaltiger Strukturen. Als ein wesentliches Instrument hat das Netzwerk den Oberflächenatlas NRW entwickelt. Er führt Unternehmen und Einrichtungen aus den Themenfeldern Lohnbeschichter, Rohstoffe und Halbzeuge, Anlagen und Peripherie, Forschung und Entwicklung sowie Dienstleister auf.